# Benjamin J. Hase
Benjamin J. Hase (auch: J. B. Hase; * 1720 in Celle; † 1803) war ein deutscher Architekt, der unter anderem mit dem Bau des – nicht erhaltenen – Clevertor-Gefängnisses den Klassizismus in der heutigen Landeshauptstadt Hannover einführte.

## Leben
Benjamin Hase hatte zunächst im Bauhandwerk gelernt, bevor er als Architekt tätig wurde. 1750 trat er in das Hofbauamt Hannover ein als Gehilfe des Bauvoigts Thysi. In dieser Position leitete er die Bauaufsicht beim hannoverschen Jägerhof, der schon zuvor unter dem braunschweig-lüneburgischen Herzog Christian Ludwig an der zu dem späteren Chateau Fantaisie führenden Kastanienallee nahe dem Königsworther Platz und gegenüber der Kaserne des Garde du Corps errichtet worden war.
1751 wurde Hase zum Baukondukteur ernannt. 1756 soll er die Lucia Hedwig, geborene Ziegler (1730–1815) geheiratet haben, mit der er den Sohn Johann Wilhelm Hase zeugte.
1767 wurde Benjamin Hase zum Bauverwalter erhoben mit einem Gehalt von nun 220 Reichsthalern.
Im Jahr 1780 wurde Hase zum Hofbaumeister erhoben, allerdings unter der Bedingung, dass ihm ein möglicher zukünftiger Hofarchitekt vorgeordnet werden könne, da er ja nie studiert hatte. Etwa um die gleiche Zeit, um 1780, entwarf Benjamin Hase für die Erweiterung des – heutigen – Alten St.-Nikolai-Friedhofes eine neue Friedhofsmauer aus Sandstein-Quadern unter einer gewölbten Abdeckung, die sich bis heute in Teilen erhalten hat und unter Denkmalschutz steht.
Bis kurz vor seinem Tode im Jahr 1803 arbeitete Benjamin Hase zur Zeit der Personalunion zwischen Großbritannien und Hannover als Königlich Großbritannischer und Kurfürstlich Braunschweig-Lüneburgischer Hofbaumeister in Hannover unter dem Direktor des Oberhof-, Bau- und Garten-Departements Adolph August Friedrich von der Wense und dem Hofbau-Commissair Johann Georg Schachtrupp. Sein Vize-Hofbaumeister war seinerzeit Christian Ludewig Witting.

## Werke
- 1756–1765: Mitwirkung beim Jagdschloss Göhrde; darunter verschiedene Lagepläne, die sich in der British Map Library erhalten haben.[10]
- um 1776, nach Vorarbeiten von Heinrich Christian Körtje: Plan von der Verlegung des Dorfes Lutgenhausen an der Rhume (südlich von Herzberg), von Hase, kopiert von dem Oberlandbaumeister Friedrich Wilhelm Böttcher[11]
- um 1780: Friedhofsmauer im Zuge der Erweiterung des Nikolai-Friedhofes vor Hannover, in Teilen erhalten[7]
- um 1790: Gewächshaus für den Berggarten in Hannover-Herrenhausen[1] als zweite Gewächshauszeile;[12] das Bauwerk wurde 1871 jedoch durch einen Neubau ersetzt.[13]
- 1791: Clevertor-Gefängnis am Clevertor in Hannover[1]
- 1792: Plan der Neustadt Hannover[14]
- 1792–1796: Tierarzneischule in Hannover[1]
- 1797: Vergrößerung des Kammerflügels vom Leineschloss in Richtung der Schlossstraße[1]